# Orohippus
L'orohippus (dal greco, cavallo di montagna) è un progenitore estinto del cavallo moderno vissuto nell'Eocene (circa 50 milioni di anni fa).
Si crede che sia evoluto da Eohippus, poiché i primi reperti di Orohippus appaiono circa due milioni di anni dopo la prima comparsa di Eohippus. Le differenze anatomiche fra i due generi sono modeste; stessa grandezza, corpo più sottile, testa allungata, anteriori più sottili e posteriori più lunghi, tutte caratteristiche di un buon saltatore. I molari superiori di Orohippus sono a superficie più piatta che in Eohippus, dando a Orohippus una maggiore superficie masticatoria, e le creste dentarie erano più pronunciate, indicando che probabilmente si alimentava di piante più dure. Le dita esterne di Eohippus non sono più presenti in Orohippus, che quindi aveva quattro dita negli anteriori e tre dita nei posteriori.